# Cifra (matemática)

Los diez dígitos utilizados en la cultura occidental. Con ellos podemos representar gráficamente los números.

Una cifra es un símbolo o carácter gráfico que sirve para representar un número. Por ejemplo, los caracteres «0», «1», «2», «3», «4», «5», «6», «7», «8» y «9» son cifras del sistema de numeración arábigo, mientras que los caracteres «I», «V», «X», «L», «C», «D» y «M» son cifras del sistema de numeración romano.
Las cifras se usan también como identificadores en números de teléfono, numeración de carreteras, como indicadores de orden en números de serie, como códigos (ISBN) y en un sinfín de otros ejemplos.
Para un sistema numérico dado con base entera, el número de dígitos diferentes necesarios viene dado por el valor absoluto de la base. Por ejemplo, el sistema decimal (base 10) requiere diez dígitos (del 0 al 9), mientras que el  binario (base 2) requiere dos dígitos (0 y 1).

## Historia
| Europa (descendiente del árabe occidental) | 0 | 1 | 2 | 3 | 4 | 5 | 6 | 7 | 8 | 9 |
| Arábico-Índico                             | ٠ | ١ | ٢ | ٣ | ٤ | ٥ | ٦ | ٧ | ٨ | ٩ |
| Árabe oriental-índico (Persa y Urdu)       | ۰ | ۱ | ۲ | ۳ | ۴ | ۵ | ۶ | ۷ | ۸ | ۹ |
| Devanagari (Hindi)                         | ० | १ | २ | ३ | ४ | ५ | ६ | ७ | ८ | ९ |
| Tamil                                      |   | ௧ | ௨ | ௩ | ௪ | ௫ | ௬ | ௭ | ௮ | ௯ |

Se considera que el primer sistema numérico posicional escrito es el sistema numérico hindú-árabe. Este sistema se estableció en el siglo VII en la India, pero todavía no estaba en su forma moderna porque el uso del dígito cero aún no había sido ampliamente aceptado. En lugar de un cero, a veces los dígitos se marcaban con puntos para indicar su significado, o se utilizaba un espacio como marcador de posición. El primer uso ampliamente reconocido del cero fue en 876. Los numerales originales eran muy similares a los modernos, incluso hasta los glifos utilizados para representar los dígitos.

Los dígitos del sistema numeral maya

En el siglo XIII, los números arábigos occidentales eran aceptados en los círculos matemáticos europeos (Fibonacci los utilizó en su Liber Abaci), y comenzaron a ser de uso común en el siglo XV. A finales del siglo XX, prácticamente todos los cálculos no informatizados del mundo se realizaban con números arábigos, que han sustituido a los sistemas numéricos nativos en la mayoría de las culturas.

### Otros sistemas numéricos históricos que utilizan dígitos
La antigüedad exacta de los números mayas no está clara, pero es posible que sea más antiguo que el sistema hindú-árabe. El sistema era vigesimal (base 20), por lo que tiene veinte dígitos. Los mayas utilizaban un símbolo de concha para representar el cero. Los números se escribían verticalmente, con las unidades en la parte inferior. Los mayas no tenían un equivalente del separador decimal moderno, por lo que su sistema no podía representar fracciones.
El sistema numérico tailandés es idéntico al sistema numérico hindú-árabe excepto por los símbolos utilizados para representar los dígitos. El uso de estos dígitos es menos común en Tailandia que antaño, pero se siguen utilizando junto con los números arábigos.
Los números de barra, las formas escritas de las barras contadoras utilizadas en su día por los matemáticos chinos y japoneses, son un sistema posicional decimal capaz de representar no sólo el cero, sino también los números negativos. Las propias barras de contar son anteriores al sistema numérico hindú-árabe. Los numerales de Suzhou son variantes de los numerales de varilla.
| 0  | 1  | 2  | 3  | 4  | 5  | 6  | 7  | 8  | 9  |
| -- | -- | -- | -- | -- | -- | -- | -- | -- | -- |
|    |    |    |    |    |    |    |    |    |    |
| –0 | –1 | –2 | –3 | –4 | –5 | –6 | –7 | –8 | –9 |
|    |    |    |    |    |    |    |    |    |    |

## Cifra y numeral
Un numeral es una cadena de cifras utilizada para denotar un número (no un código identificativo). A modo de ejemplo, los numerales «21», «2», «3», «4» y «500» representan en el sistema arábigo los mismos números que los respectivos numerales «XXI», «II», «III», «IV» y D» en el sistema romano.

## Cifra y dígito
Un número dígito es un número que puede expresarse empleando un numeral de una sola cifra. Por extensión se puede decir que un dígito es cada símbolo o guarismo de los usados para expresar un numeral o un número.

Guarismos en minúsculas para el sistema decimal

En el sistema decimal son: 0, 1, 2, 3, 4, 5, 6, 7, 8 y 9. Así, 157 se compone de los dígitos 1, 5 y 7. El nombre dígito proviene del latín dígitus dedo, porque los 10 dedos corresponden a los 10 dígitos en el sistema numérico común en base 10, esto es, un dígito decimal.
En matemáticas y ciencia de la computación, un dígito numérico es un símbolo, como por ejemplo «3», que usado en combinaciones, como por ejemplo «37», representa números (enteros o reales) en sistemas de numeración posicionales. 
Por tradición, al menos desde la época del Antiguo Egipto, se usa el sistema decimal, debido al arcaico uso de los diez dedos para ayudarse a contar, aunque no hay ninguna razón especial para que un sistema de numeración deba utilizar la base diez.
En el sistema decimal se necesitan 10 dígitos, aunque tienen diferente valor en función de su posición en el numeral, pues su valor varía de diez en diez, esto es unidades, decenas (101), centenas (102), millares (103), y así sucesivamente, de modo que un dígito a la izquierda tiene diez veces el valor de la posición dada y a la derecha la décima parte del valor de la misma. Para separar valores menores a la unidad se usa el punto decimal (en Europa, la coma). Este método de notación posicional, proviene de la India y fue transmitido a Occidente por los matemáticos musulmanes durante la Edad Media.
El más simple es el sistema binario, que solo precisa de dos dígitos, generalmente representados por 0 y 1; en el sistema binario varían dos en dos: unidades,  parejas (21), cuartetas (22), y así sucesivamente. Es un sistema profusamente empleado en informática. 
Ejemplos de dígitos incluyen cualquiera de los caracteres decimales desde «0» hasta «9», o de los caracteres del sistema binario «0» o «1», y los dígitos «0»...«9», «A»,...,«F» usados en el sistema hexadecimal.  En un sistema de numeración dado, si la base (radical, en inglés radix) es un entero, el número de dígitos necesarios, para la parte entera, es igual al siguiente entero del logaritmo del sucesor del número a representar dividido entre el logaritmo de la base. Para la parte fraccionaria el número de dígitos dependerá de la precisión necesaria a manejar.

## Signos gráficos
En los sistemas de numeración, los dígitos se combinan para representar distintos números. Si el valor viene determinado por la posición del dígito, se habla de notación posicional. Si los dígitos tienen un valor fijo, que no depende de su posición, se habla de notación aditiva, como, por ejemplo, la numeración romana. 
| Valor                              | 0  | 1  | 2  | 3  | 4  | 5  | 6  | 7  | 8  | 9  | 10 | 20 | 30 | 40 | 50 | 60 | 70 | 80 | 90 | 100 | 200 | 300 | 400 | 500 | 600 | 700 | 800 | 900 | 1 000 | 10 000 |
| ---------------------------------- | -- | -- | -- | -- | -- | -- | -- | -- | -- | -- | -- | -- | -- | -- | -- | -- | -- | -- | -- | --- | --- | --- | --- | --- | --- | --- | --- | --- | ----- | ------ |
| Cifras árabes, alfabeto occidental |    | ا  | ب  | ج  | د  | ه  | و  | ز  | ح  | ط  | ي  | ك  | ل  | م  | ن  | ص  | ع  | ف  | ض  | ق   | ر   | س   | ت   | ث   | خ   | ذ   | ظ   | غ   | ش     |        |
| Cifras árabes, alfabeto oriental   |    | ا  | ب  | ج  | د  | ه  | و  | ز  | ح  | ط  | ي  | ك  | ل  | م  | ن  | س  | ع  | ف  | ص  | ق   | ر   | ش   | ت   | ث   | خ   | ذ   | ض   | ظ   | غ     |        |
| Cifras árabes oriental             | ٠  | ١  | ٢  | ٣  | ٤  | ٥  | ٦  | ٧  | ٨  | ٩  |    |    |    |    |    |    |    |    |    |     |     |     |     |     |     |     |     |     |       |        |
| Cifras árabes extremo oriente      | ۰  | ۱  | ۲  | ۳  | ۴  | ۵  | ۶  | ۷  | ۸  | ۹  |    |    |    |    |    |    |    |    |    |     |     |     |     |     |     |     |     |     |       |        |
| Cifras chinas o japonesas          | 〇 | 一 | 二 | 三 | 四 | 五 | 六 | 七 | 八 | 九 | 十 |    |    |    |    |    |    |    |    | 百  |     |     |     |     |     |     |     |     | 千    | 万     |
| Cifras europeas                    | 0  | 1  | 2  | 3  | 4  | 5  | 6  | 7  | 8  | 9  |    |    |    |    |    |    |    |    |    |     |     |     |     |     |     |     |     |     |       |        |
| Cifras griegas iónicas             |    | α  | β  | γ  | δ  | ε  | ϛ  | ζ  | η  | θ  | ι  | κ  | λ  | μ  | ν  | ξ  | ο  | π  | ϟ  | ρ   | σ   | τ   | υ   | φ   | χ   | ψ   | ω   | ϡ   |       |        |
| Cifras hebreas                     |    | א  | ב  | ג  | ד  | ה  | ו  | ז  | ח  | ט  | י  | כ  | ל  | מ  | נ  | ס  | ע  | פ  | צ  | ק   | ר   | ש   | ת   | (ך) | (ם) | (ן) | (ף) | (ץ) |       |        |
| Cifras romanas                     |    | I  |    |    |    | V  |    |    |    |    | X  |    |    |    | L  |    |    |    |    | C   |     |     |     | D   |     |     |     |     | M     |        |
| Cifras thaï                        | ๐  | ๑  | ๒  | ๓  | ๔  | ๕  | ๖  | ๗  | ๘  | ๙  |    |    |    |    |    |    |    |    |    |     |     |     |     |     |     |     |     |     |       |        |

## Origen y evolución de la palabra cifra

### El cero de los doctos
Cuando los árabes del siglo X adoptaron la numeración de la India, tradujeron la palabra «sunya», que significaba ‘vacío’ o ‘en blanco’, por «sifr», ‘vacío’ en árabe. Después, el sistema de numeración indo-arábigo fue introducido en Italia y la palabra «sifr» se latinizó como «zephirum». El proceso comenzó a principios del siglo XIII y con el correr del tiempo una sucesión de cambios culminó con la palabra italiana «zero».
Casi paralelamente se desarrolló un proceso similar en Alemania. Jordanus Nemorarius cambió la palabra «sifr» por «cifra». Durante un tiempo en Europa ambas palabras denotaban el cero. Como uno de los testimonios de esta etapa, la palabra inglesa «cipher» tiene actualmente dos significados: ‘cifra’, en el sentido moderno, y ‘cero’ en su forma arcaica, de acuerdo a su etimología.
Las palabras «cifra», «chiffre», «cipher», «ziffer» y «zero» representaban el cero para los doctos.

### La cifra de las masas
La historia no contempla los títulos y honores de los doctos. Los procesos sociales cambian irremediablemente algunos de los conceptos originales. Cuando la masa adopta un uso, es inútil todo esfuerzo en sentido contrario.
En la Edad Antigua y en la Edad Media los cálculos eran realizados por expertos. Hasta la adopción definitiva del sistema de posición y el cero, la multiplicación y la división se realizaban por duplicaciones y mediaciones, respectivamente. Por ejemplo, para multiplicar un número por 13 se descomponía al multiplicador en potencias de 2, en este caso, 8 + 4 + 1. El multiplicando se duplicaba dos y tres veces. Luego se sumaban la triple duplicación, la doble duplicación y la cantidad original. La división seguía un proceso análogo pero inverso. Los cálculos demandaban mucho tiempo de trabajo y el costo era elevado. Puede observarse un residuo de esto en la forma en que se subdividen las medidas antiguas, como la pulgada inglesa: medios, cuartos, octavos, dieciseisavos, treintaidosavos.
Los comerciantes de aquellos tiempos debían solventar esos gastos para tener control e información de sus negocios. Cuando llegó a ellos la noticia del nuevo sistema de numeración, vieron muy prontamente la ventaja que les daría. Los cálculos eran fáciles de realizar y ya no hacía falta una formación superior para dominar las operaciones aritméticas. No tendrían que pagar por el servicio de un experto.
Es realmente notable que estas personas se dieran cuenta del papel fundamental del cero en el nuevo sistema. La masa identificó todo el sistema con su rasgo más característico, la cifra, usando, entonces, cifra con el sentido de signo numérico que tiene hoy en nuestra civilización. Este uso era totalmente opuesto al significado de la cifra de los doctos.

### El secreto y la lucha
Los comerciantes consideraron que era prudente reservar ese uso para ellos, como una ventaja. El sistema se utilizó en secreto. De esta forma, la palabra «cifra» era usada como un signo secreto. De esa etapa sobreviven las palabras «descifrar» y «cifrado». Un código cifrado es un texto de significado inaccesible si no se dispone de la clave. Cuando se obtiene la clave el secreto queda revelado, el código secreto se descifra, «se le quita el cero» o el secreto.
Por motivos egoístas los comerciantes guardaron para sí el sistema. Por otro lado, hubo una reacción de parte de los partidarios de las tradiciones y defensores de antiguas filosofías, a la que se sumaron quienes vivían de los cálculos difíciles de antaño. Por estas razones, el sistema tardó mucho en imponerse. La lucha duró desde el siglo XI hasta el siglo XV. En algunos lugares hasta fue prohibido. Pero hacia principios del siglo XVI ya estaba decididamente establecido y no sufrió ningún retraso en su desarrollo.
Los partidarios del sistema de posición se denominaban «algoristas» y los defensores del viejo sistema, «abacistas», porque en sus cálculos utilizaban el ábaco. En esos tiempos también «abaci» era sinónimo de aritmética.

### El uso actual de la palabra
Una vez que quedó completamente adoptado el nuevo sistema, el uso de la palabra «cifra» en el sentido de un signo numérico estaba tan fuertemente arraigado que fue inútil el esfuerzo de los doctos por volver al significado original de ‘cero’. No tuvieron más remedio que dejar «cifra» con ese sentido y tomar «zero» para designar al espacio vacío hasta llegar al uso que tiene ahora.

## Sistemas digitales modernos

### En informática
Los sistemas binario (base 2), octal (base 8) y hexadecimal (base 16), ampliamente utilizados en informática, siguen las convenciones del sistema numérico hindú-árabe. El sistema binario utiliza sólo los dígitos "0" y "1", mientras que el sistema octal utiliza los dígitos del "0" al "7". El sistema hexadecimal utiliza todos los dígitos del sistema decimal, además de las letras de la "A" a la "F", que representan los números del 10 al 15 respectivamente. Cuando se utiliza el sistema binario, el término "bit(s)" se utiliza normalmente como una alternativa para "dígito(s)", siendo un contenedor del término "dígito binario". Existen términos similares para otros sistemas numéricos, como "trit(s)" para un sistema ternario y "dit(s)" para el sistema decimal, aunque se utilizan con menos frecuencia.

### Sistemas inusuales
En ocasiones se han utilizado los sistemas ternario y ternario equilibrado. Ambos son sistemas de base 3.
El ternario equilibrado es inusual por tener los valores de los dígitos 1, 0 y -1. El ternario equilibrado resulta tener algunas propiedades útiles y el sistema se ha utilizado en los ordenadores experimentales rusos Setun.
Varios autores en los últimos 300 años han señalado una facilidad de la notación posicional que equivale a una representación decimal modificada. Se citan algunas ventajas para el uso de dígitos numéricos que representan valores negativos. En 1840 Augustin-Louis Cauchy defendió el uso de la representación de dígitos con signo de los números, y en 1928 Florian Cajori presentó su colección de referencias para los numerales negativos. El concepto de representación de dígitos con signo también se ha adoptado en arquitectura de computadoras.

## Otros significados
En astronomía un dígito astronómico es cada una de las partes iguales en que se divide el diámetro de los discos lunar y solar para expresar la importancia de un eclipse. Así, un eclipse de Luna de 8 dígitos afecta a los dos tercios del diámetro de nuestro planeta (véase magnitud de un eclipse).